# Calaca

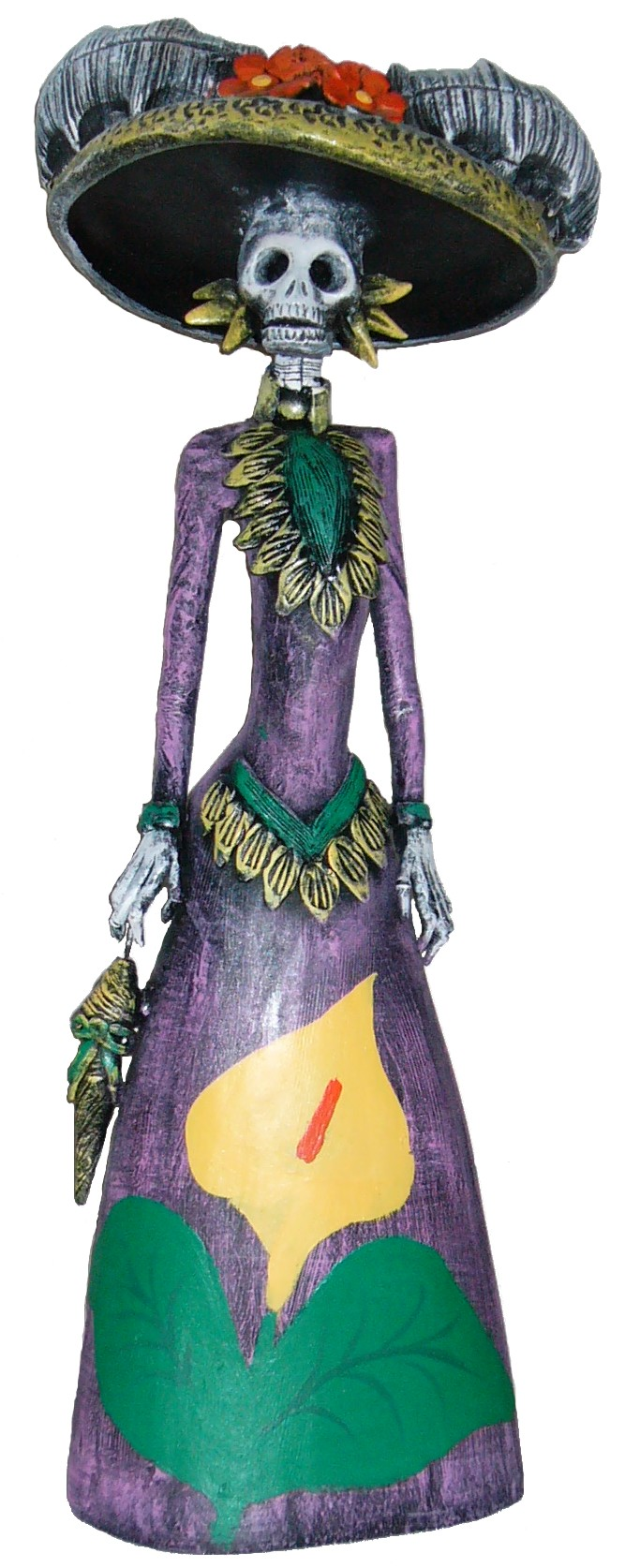
Una tipica calaca

Una calaca (parola del linguaggio colloquiale messicano per indicare il termine "scheletro") è la raffigurazione di un teschio o di uno scheletro (generalmente umano), usata come decorazione durante il festival del Giorno dei Morti in Messico, sebbene vengano prodotte e vendute durante tutto il corso dell'anno. Come altri aspetti della suddetta festa, le calacas sono considerate figure gioiose, e non macabre: sono spesso raffigurate con abiti festosi, o nell'atto di danzare o suonare strumenti musicali, ad indicare un'allegra concezione dell'aldilà. Ciò è dovuto alla credenza messicana secondo la quale, dopo la morte, le anime non riescono a restare tristi, perché il momento del distacco è un'occasione gioiosa: in tal modo, il popolo messicano si riallaccia direttamente alla cultura azteca, in una delle poche tradizioni sopravvissute all'avvento degli spagnoli.
Le calacas usate nel festival comprendono maschere di teschi indossate dai partecipanti alla festa, piccole raffigurazioni realizzate con legno intagliato o argilla cotta, e dolci a forma di teschi o scheletri.
In Guatemala, invece, “calaca” è sinonimo di “morte”. La raffigurazione di uno scheletro spogliato della carne rappresenta la morte, ed implica il timore per la perdita della vita: di conseguenza, le calacas non sono considerate immagini benauguranti.
Figure che ricordano le calacas possono essere trovate in The Nightmare Before Christmas (1993) e La sposa cadavere (2005), entrambi di Tim Burton, nonché nel cortometraggio animato Vivacalaca (2008) di Ritxi Ostàriz, nel film Il libro della vita (2014) di Jorge R. Guitierrez, nel lungometraggio Pixar Coco (2017) e nei videogioco per Pc Grim Fandango (1998) di Tim Schafer e Guacamelee! (2013). In Monster High il personaggio di Skelita Calaveras si basa su queste figure essendo figlia di Los Eskeletos (gli scheletri). In "One Piece" nel personaggio di "Brook" .